# Атия, Виктор Джордж
Виктор Джордж Атия (англ.  Victor George Atiyeh; 20 февраля 1923, Портленд, штат Орегон — 20 июля 2014, Вест-Хейвен-Сильван, округ Вашингтон) — американский политик, 32-й губернатор Орегона в 1979—1987 годах. Член Республиканской партии. Первый избранный губернатор сирийского происхождения в Соединенных Штатах.
Атия был избран губернатором в 1978 году, победив действующего губернатора-демократа Роберта У. Страуба. В 1982 году он был переизбран, опередив будущего губернатора Теда Кулонгоски, набрав 61,6% голосов, что является самым большим перевесом за 32 года. До того, как быть избранным губернатором, Атия непрерывно работал в Законодательномй ассамблее Орегона с 1959 года, сначала в Палате представителей, а затем в Сенате.

## Ранние годы
Виктор Джордж Атия родился 20 февраля 1923 года в Портленде. Его родители, Джордж Атия и Линда Асли, иммигрировали в Соединенные Штаты из Аль-Хусна Сирия и Бейрута (Ливан), соответственно. Джордж Атия приехал в США в 1898 году через остров Эллис, чтобы помочь своему брату Азизу в ковровом бизнесе. Семья матери Атия принадлежала к Антиохийской православной церкви, хотя сам Виктор Дж. Атия позже присоединится к Епископальной церкви.
Атия вырос в Портленде, посещая начальную школу Холладей и среднюю школу Вашингтона в Орегоне. Он провел два года в Университете Орегона в Юджине, где играл защитником футбольной программы «Oregon Ducks» и стал региональным лидером Бойскаутов Америки. Когда его отец умер, Атия бросил колледж и взял на себя семейный бизнес по производству ковров «Atiyeh Brothers».

## Карьера
С 1959 по 1964 год Атия был членом Палаты представителей штата Орегон от округа Вашингтон и в Сенате штата Орегон от 9-го округа с 1965 по 1978 год.

### Губернатор Орегона
В 1974 году Атия баллотировался на пост губернатора и проиграл демократу Роберту У. Страубу. После победы в праймериз над бывшим губернатором Томом Макколлом, Атия снова баллотировался против Страуба на выборах 1978 года, но на этот раз победил его, набрав 55 процентов голосов. В 1982 году он переизбрался на второй четырехлетний срок, выиграв с самым большим перевесом за 32 года на выборах губернатора в Орегоне.
В качестве губернатора Атия учредил новые программы общественной безопасности для традиционных рыболовных промыслов и торговли пиломатериалами штата Орегон. Он стимулировал привлечение новых отраслей в штат для диверсификации экономики, включая открытие торгового офиса в Токио, первого зарубежного торгового офиса Орегона. Он инициировал всемирную туристическую инициативу и работал над тем, чтобы Каньон реки Колумбия было объявлено национальным живописным заповедником.
Атия помог создать продовольственный банк в масштабе штата, который стал первым в стране. Он также работал над повышением осведомленности об опасностях вождения в нетрезвом виде и подписал новые законы, запрещающие эту практику. Он возглавлял «Республиканскую ассоциацию губернаторов» (RGA) и был руководителем «Республиканского национального съезда» (RNC) при президенте Рональде Рейгане в 1984 году.

### Волонтерская и благотворительная деятельность
У Атия были давние отношения с Тихоокеанским университетом в Форест-Гров, он выступал в качестве попечителя и почетного попечителя и в 1996 году получил звание почетного доктора университета. В 2011 году он пожертвовал свою коллекцию памятных вещей университетской библиотеке.

### Более поздняя карьера
После ухода с должности Атия стал консультантом по международной торговле.
В 2006 году Атия вместе с бывшим губернатором-демократом Барбарой Робертс, бывшим и будущим губернатором Джоном Кицхабером и тогдашним губернатором Тедом Кулонгоски был сопредседателем кампании «Да на 49», поддержав «Ballot Measure 49». Он попросил пожертвовать $100 000 на кампанию от Фила Найта, генерального директора «Nike».

## Личная жизнь
Атия жил в Портленде со своей женой Долорес (урожденной Хьюитт), на которой он женился 5 июля 1944 года. У них было двое детей, Том и Сюзанна. Долорес Атия умерла 29 августа 2016 года в Портленде в возрасте 92 лет.

### Здоровье и смерть
31 августа 2005 года Атия перенес операцию коронарного шунтирования; он сам поехал в Медицинский центр Сент-Винсента после того, как начал страдать от болей в груди. Атия был известен своим финансовым консерватизмом; его представитель отметил, что он остановился по дороге в больницу, чтобы заправить свою машину бензином, увидев резкий рост цен. В течение нескольких недель после операции Атия был повторно госпитализирован на несколько коротких дней после того, как он начал страдать от одышки и боли в руках.
5 июля 2014 года Атия упал в своем доме. Он был снова госпитализирован в медицинский центр Провиденс Сент-Винсент, где его лечили от внутреннего кровотечения; в то время как его ненадолго отпустили, он был повторно госпитализирован из-за неблагоприятной реакции на обезболивающие и умер от почечной недостаточности 20 июля в возрасте 91 года.